# Fußballliebe

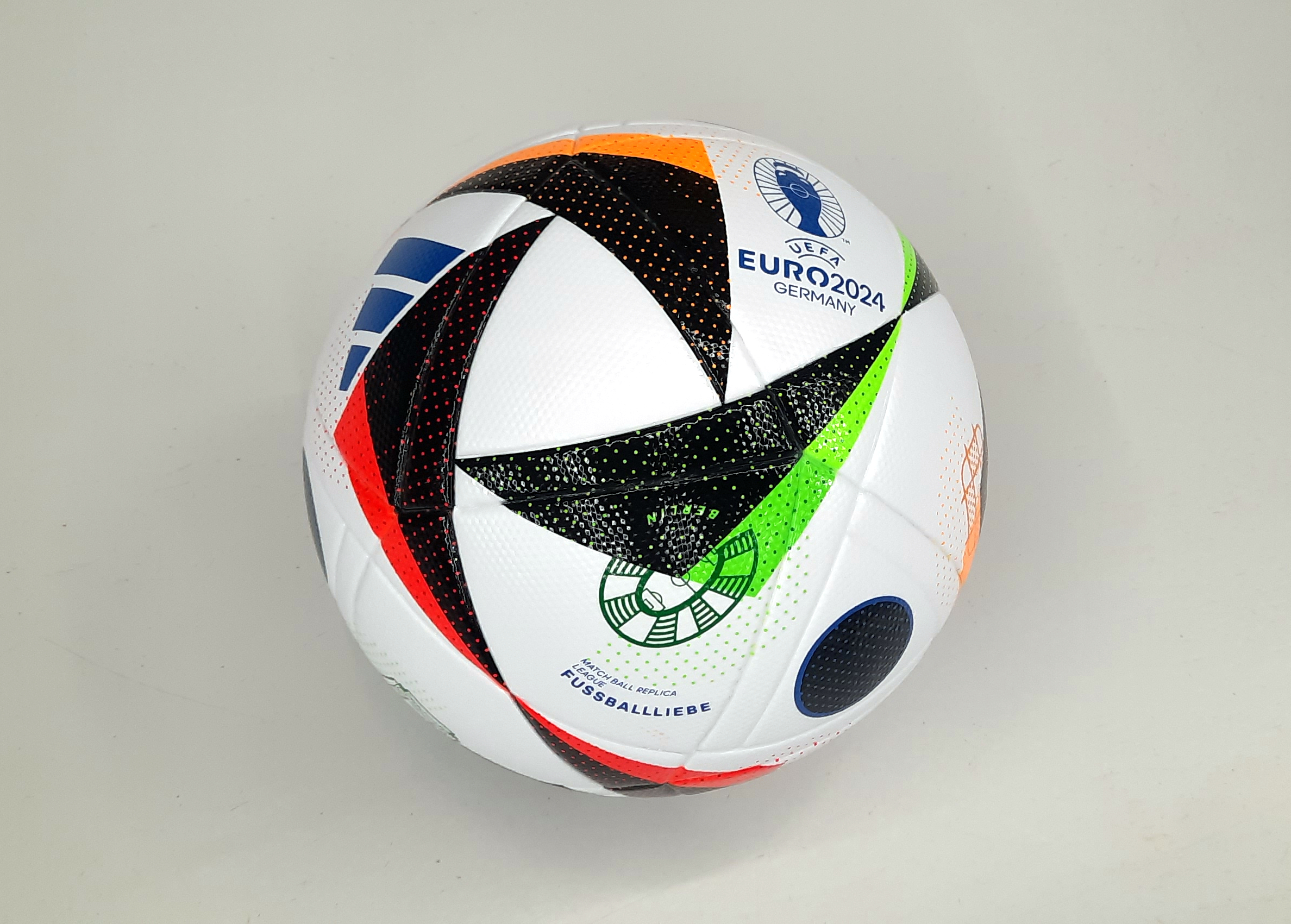
Offizielle Replika von Fussballliebe

Fußballliebe ist der von Adidas entwickelte offizielle Spielball der Fußball-Europameisterschaft 2024 in Deutschland. Er ist der erste Ball bei einer Europameisterschaft, der mit einer inertialen Messeinheit ausgestattet ist. Dieselbe Technik kam zuvor schon bei Al Rihla, dem Spielball der Fußball-Weltmeisterschaft 2022, zum Einsatz. Die Messeinheit befindet sich in einer kleinen Plastikkugel, die im Zentrum der Blase aufgehängt ist und übermittelt die von ihr aufgezeichnete Bewegung des Balles in Echtzeit an den Video-Assistenten.
Fußballliebe wurde am 15. November 2023 vor dem Berliner Olympiastadion unter Beisein von Manuel Neuer und Philipp Lahm der Öffentlichkeit präsentiert. Das Design des Balles besteht großteils aus schwarzen Dreiecksmustern mit farbigen Rändern sowie Bögen und Punkten. Das Muster soll die Dynamik des Spiels repräsentieren, während die Farben für die Vielfalt der teilnehmenden Nationen und die Einfachheit des Fußballspieles stehen. Dazu finden sich auf dem Ball die Namen der zehn Austragungsorte sowie Darstellungen der Stadien.